# チャールズ・T・ジェフリー
チャールズ・トマス・ジェフリー（英語：Charles Thomas Jeffery、1876年5月13日 - 1935年11月10日）はアメリカ合衆国の事業家。自動車メーカートマス・B・ジェフリー・カンパニーの創業者トマス・B・ジェフリーの息子。
1910年に父親がなくなり、チャールズ・ジェフリーがトマス・B・ジェフリー・カンパニーを継いだ。チャールズの下で事業は伸びた。チャールズの最も顕著な功績は重量級トラックの大量生産である。第一次世界大戦中は米国陸軍がジェフリーの大顧客だった。四輪をチェーンで駆動したジェフリー・クアッド（Jeffery Quad）が連合軍で活躍した。また自動車の販売も顕著に伸びた。ランブラー（Rambler）は1914年に終了させてジェフリー（Jeffery）に変更した。ジェフリー車は10,283台を販売した。
チャールズ・ジェフリーは会社を第一に考え、会社を成功に導いた。1915年に運命のルシタニア号に乗船した。ドイツ軍のUボートの攻撃でアイルランド沖で沈没し多数が犠牲となった。救助されたジェフリーは、人生の優先順位を変え、会社をチャールズ・ナッシュに売却した。チャールズ・ナッシュは、トマス・B・ジェフリー・カンパニーに加え、ケノーシャの湾岸にある三番街6221のチャールズ・T・ジェフリー宅も購入した。
チャールズは珍しい書物、地図、署名などを収集した。死後、ペンシルベニア州Merionでオークションにかけられた。